# Regra de três simples
A regra de três simples, na matemática, é uma forma de descobrir um valor a partir de outros três, divididos em pares relacionados cujos valores têm mesma grandeza e unidade. Além da regra de três simples, existe também a regra de três composta.
Para realizar os cálculos é necessário se verificar a relação entre os pares de grandezas: se são diretamente ou inversamente proporcionais. De maneira mais prática, se quando o valor de {\displaystyle a_{1}} crescer multiplicado por n, o de {\displaystyle b_{1}} também crescer multiplicado por n, dizemos que são grandezas diretamente proporcionais. O mesmo vale para {\displaystyle a_{2}} e {\displaystyle b_{2}.}
Já se quando {\displaystyle a_{1}} crescer multiplicado por n, {\displaystyle b_{1}} diminuir dividido por n, trata-se de grandezas inversamente proporcionais. 
Quando grandezas são diretamente proporcionais, deve-se usar o seguinte modelo de cálculo:
{\displaystyle {\frac {b_{1}}{b_{2}}}={\frac {a_{1}}{a_{2}}}}
Quando forem inversamente proporcionais, uma das frações do modelo acima deve ser invertida:
{\displaystyle {\frac {b_{1}}{b_{2}}}={\frac {a_{2}}{a_{1}}}}
Percebe-se então que, quando {\displaystyle a_{1}} e {\displaystyle b_{1}} são inversamente proporcionais, {\displaystyle a_{1}} e {\displaystyle b_{2}} serão diretamente proporcionais.

## Exemplo 1
Um atleta percorre 35 km em 3h. Mantendo o mesmo ritmo, em quanto tempo ele percorrerá 50 km?
Montemos uma tabela:
| Percurso (km) | Tempo (h)         |
| ------------- | ----------------- |
| 35 km         | 3h                |
| 50 km         | {\displaystyle x} |

Notem que as grandezas são diretamente proporcionais, ou seja, se aumentarmos o percurso, o tempo gasto pelo atleta também aumenta. Logo, devemos conservar a proporção:
{\displaystyle {\frac {35}{50}}={\frac {3}{x}}}
Então, multiplicamos em cruzes:
| {\displaystyle 35*x=50*3} <=> | <=> | {\displaystyle 35x=150} |
Passamos o que multiplica por x para o denominador do outro lado:
| {\displaystyle x={\frac {150}{35}}} <=> | 4.28 |
4,28 horas corresponde a:
4 * 60 min = 4 horas
0,28 * 60 min = 16,8 (aproximadamente 17 minutos)
Portanto, o atleta percorrerá 50 km em aproximadamente 4h17min.

## História
Gregos e romanos já estudavam as relações entre proporções, porém não chegaram a aplicá-las na resolução de problemas. Foram os árabes na idade média que trouxeram a regra de três. Leonardo de Pisa no século XIII em seu livro Liber Abaci, difundiu os princípios desse método, dando-o o nome que conhecemos hoje como "Regra de Três Números Conhecidos". 